# Slag bij Beverwijk
Met de slag bij Beverwijk wordt een gewelddadig treffen tussen hooligans van de voetbalclubs Feyenoord (S.C.F. Hooligans) en Ajax (F-Side) bedoeld. De massale vechtpartij vond plaats op 23 maart 1997 langs de A9 bij een weiland in Beverwijk. Deze vechtpartij kostte een 35-jarige Ajax-supporter het leven.

## Voorgeschiedenis
Het doel was dat de harde kernen van beide clubs elkaar opnieuw zouden treffen, na de korte en de vooral voor de harde kern van Ajax teleurstellende vechtpartij die eerder was afgesproken op 16 februari 1997 bij de ringweg A10. De eerdere confrontatie was voorafgaand aan de wedstrijd Feyenoord - FC Volendam. Tijdens die eerdere confrontatie zou de Ajax-aanhang zijn gevlucht. In Volendam staat Feyenoord-hooligan Daniël C. de pers te woord en noemt daarbij de Ajax-aanhang mietjes.   De F-Side vond dat de S.C.F zich niet aan de afspraak had gehouden omdat S.C.F. met meer mensen zou zijn gekomen dan van tevoren was afgesproken, en wilde een nieuwe vechtpartij tussen de harde kern van beide clubs organiseren. Op de bewuste datum speelden Ajax en Feyenoord in de plaatsen Waalwijk en Alkmaar. De politie beschikte over informatie dat supporters van beide clubs voornemens waren elkaar te treffen, maar de exacte locatie was onbekend. Wel werd een peloton ME'ers nabij de zwarte markt van Beverwijk gestationeerd om de bezoekers daarvan te kunnen beschermen. Beverwijk ligt op de route die de Feyenoord-aanhang hoogstwaarschijnlijk zou nemen op weg naar de wedstrijd later die dag tegen AZ Alkmaar.

## De confrontatie
Vanwege afgezette wegen troffen honderden hooligans van beide clubs elkaar in een weiland. De politie was te laat om een confrontatie te voorkomen en moest machteloos toekijken hoe de hooligans elkaar met messen, honkbalknuppels, ijzeren staven, stroomstootwapens, klauwhamers, kettingen en ander wapentuig (waaronder stuursloten en een krik)  te lijf gingen. Een groep Ajaxhooligans werd aan twee kanten door de Feyenoordaanhangers ingesloten. Deze groep viel uit elkaar, de overgeblevenen moesten vechten of vluchten. De ME was verrast door de snelheid en hevigheid van het gevecht en verrichtte geen aanhoudingen; er werden alleen wat wapens in beslag genomen. Op en rond het weiland blijven vele wapens achter en een uitgebrande auto. Ook blijven de twee zwaargewonde Ajax-aanhangers Joos en Picornie liggen. Picornie komt uiteindelijk te overlijden. Hij liep hersenletsel en messteken in zijn rug op.  De rest van de gewonden worden meegenomen door hun vrienden. Een gedeelte van de Feyenoord-aanhang bezoekt na de confrontatie de wedstrijd in Alkmaar. De politie controleert de vertrekkende bezoekers in het uitvak op bloed- en moddervlekken. Hierbij worden de eerste aanhoudingen verricht.  Tussen de Feyenoord-aanhang bevond zich de Rotterdamse fotograaf Kees Spruijt. Hij maakte foto's van de dode Carlo Picornie in het omgeploegde weiland. Deze foto's zouden de volgende dag groot op voorpagina's van kranten staan. 

## Dood van Carlo Picornie en vervolging
Bij de vechtpartij overleed Carlo Picornie, een Ajax-supporter die deel uitmaakte van de oudere garde binnen de harde kern van de F-Side. Volgens de lijkschouwer zou Picornie gestorven zijn aan een combinatie van hersenletsel (opgelopen door klappen met een klauwhamer) en steekwonden in de rug. Een traumatoloog oordeelde echter dat alleen de drie steekwonden in de rug dodelijk waren geweest. Ze hadden Picornies linkerlong doen klappen, waarop deze met bloed gevuld raakte. Uiteindelijk heeft justitie één persoon voor Picornies dood weten te veroordelen, de toen 21-jarige L. P. uit Rotterdam. Deze kreeg hiervoor een onvoorwaardelijke gevangenisstraf van vijf jaar opgelegd. Tijdens het proces naar aanleiding van de moord op Picornie kreeg P. ook te horen dat hij schuldig werd bevonden aan poging tot doodslag op een andere Ajax-hooligan, Fred Joos. Deze was ook aanwezig tijdens de Slag bij Beverwijk. Joos raakte bij de schermutselingen zwaargewond. Feyenoord-hooligan Marco P. en de toen 25-jarige Feyenoord-hooligan Daniël C. hoorden vier jaar tegen zich eisen. C. werd veroordeeld omdat hij H. Joos meerdere malen zou hebben gestoken met een mes, en ook werd hij ervan verdacht betrokken te zijn geweest bij de dood van Picornie. Hem werd poging tot doodslag ten laste gelegd. Ook Marco P. werd veroordeeld voor betrokkenheid bij de moord op Picornie. Ook de toen 25-jarige Feyenoord-hooligan Vincent M. werd veroordeeld voor betrokkenheid bij de mishandeling van Joos. Hij zou hem geslagen hebben met een knuppel. M. verklaarde tijdens het proces Joos "niet hard" te hebben geslagen, zoals wel werd beweerd, maar hem slechts een lichte klap met de knuppel te hebben gegeven. Ook hem werd echter poging tot doodslag ten laste gelegd, en tevens werd hij ervan verdacht betrokken te zijn geweest bij de dood van Picornie. Hij hoorde twee jaar tegen zich eisen. L. P. is altijd blijven ontkennen iets met de moord op Picornie te maken hebben gehad.
De dood van Picornie leidde tot veel aandacht in de media. Hij was niet het eerste dodelijk slachtoffer van supportersgeweld. In 1991 werd FC Twente-aanhanger Erik Lassche bij rellen doodgestoken. De roman De Movo Tapes van de Nederlandse schrijver A.F.Th. van der Heijden is deels op de gewelddadigheden bij Beverwijk gebaseerd.